# Tomasz Bereźnicki
Tomasz Bereźnicki (ur. 4 maja 1976 w Krakowie) – polski autor komiksów, rysownik, malarz, grafik, projektant witraży.

## Życiorys
Jest absolwentem Wydziału Form Przemysłowych na krakowskiej Akademii Sztuk Pięknych.
Laureat konkursów komiksowych, w tym trzykrotnie na temat powstania warszawskiego (1. i 2. miejsce oraz nagroda Muzeum Powstania Warszawskiego). W swoich pracach porusza różnorodną tematykę. Jego komiksy ukazały się m.in. w antologiach poświęconych piłce nożnej, powstaniu warszawskiemu czy ekonomii. Interesuje go też tematyka muzyczna (komiks o Bono i U2).
Projektuje grafikę użytkową, publikuje też rysunki w prasie, ukazywały się m.in. w „Men’s Health”, „Przekroju”, „Bluszczu” oraz „Wprost”. Projektował okładki do „Przekroju” oraz regularnie do „Bluszczu” do czasu zakończenia wydawania tego tytułu w 2012 r. Z tego okresu pochodzą 2 nagrodzone okładki „Bluszczu” w konkursie „GrandFront 2011”. W „Bluszczu” pojawiał się też odcinkowy komiks pt. Gustaw na planie (jego bohater był zainspirowany postacią Stanisława Mikulskiego). Rysował również ilustracje i okładki dla „Dużego Formatu”.
Gościnnie wystąpił jako gitarzysta na dwóch płytach Kremlowskich Kurantów: Tam ta da dam (2007) i Przemyśl mnie (2010). Jest również autorem muzyki do piosenki tytułowej na płycie Przemyśl mnie. Odpowiadał za projekty graficzne okładek obu płyt.

## Twórczość

### Albumy komiksowe
- Aptekarz w getcie krakowskim (2013)
- Wrzesień pułkownika Maczka – komiks z muzyką (2014)
- Święte Królestwo – komiks z muzyką (2014)
- Oświęcimskie historie – w ramach ekspozytora wystawowego (2015)
- Zamah (2016)
- Sacco di Roma (2019)
- Getto płonie (2023)

### Memiksy
- Narodziny Świata (2015)
- Świat w ciemnościach (2015)